# Yū Dōan
Yū Dōan (japanisch 堂安 憂 Dōan Yū; * 14. Dezember 1995 in Amagasaki) ist ein japanischer Fußballspieler.

## Karriere
Dōan erlernte das Fußballspielen in der Schulmannschaft der Sozo Gakuen High School und der Universitätsmannschaft der Biwako Seikei Sport College. Seinen ersten Vertrag unterschrieb er 2018 bei AC Nagano Parceiro. Der Verein spielte in der dritthöchsten Liga des Landes, der J3 League. Für den Verein absolvierte er 37 Ligaspiele. 2020 wechselte er zum Fünftligisten Ococias Kyoto AC.